# Paulette Lenert
Paulette Lenert, née le 31 mai 1968 à Luxembourg-Ville (Luxembourg), est une avocate et femme politique luxembourgeoise, membre du Parti ouvrier socialiste luxembourgeois (LSAP) et Vice-Première ministre de 2022 à 2023.

## Biographie

### Études et formations
Après des études secondaires classiques à l’Athénée de Luxembourg, Paulette Lenert est diplômée en droit privé et droit des affaires à l’université Aix-Marseille III en 1991. Après sa maîtrise, elle poursuit ses études au Royaume-Uni et obtient un master en droit européen à l’université de Londres en 1992. Paulette Lenert axe sa formation continue autant sur le droit européen que sur le développement de ses compétences en gestion publique et en systémique.

### Carrière professionnelle
Paulette Lenert commence sa carrière professionnelle en tant qu’avocat au barreau de Luxembourg en 1992. Elle intègre le ministère de la Justice en 1994 au titre d’attachée de justice. En 1997, elle est nommée premier juge au Tribunal administratif et y exerce la fonction de vice-président jusqu’en 2010. De 2010 à 2013, elle est premier conseiller de gouvernement auprès du ministre délégué à l’Économie solidaire.
Paulette Lenert siège au conseil d’administration de Proactif a.s.b.l. de 2011 à 2013. Elle est membre du conseil d’administration de Initiativ Rëm Schaffen a.s.b.l. et quitte cette fonction lorsqu’elle fait son entrée au gouvernement.
Paulette Lenert assume ensuite la direction de la cellule de facilitation en matière d’urbanisme et d’environnement rattachée au ministère d’État et nouvellement créée en 2013. À la suite du remaniement des départements ministériels en 2013, elle intègre le ministère de la Fonction publique et de la Réforme administrative comme premier conseiller de gouvernement et y assure la coordination générale à partir de 2014,. En janvier 2017, elle est nommée en outre chargée de direction de l’Institut national d’administration publique. Paulette Lenert quitte ces fonctions lorsqu’elle fait son entrée au gouvernement.

### Carrière politique
À la suite des élections législatives du 14 octobre 2018, Paulette Lenert fait son entrée au gouvernement comme ministre de la Coopération et de l’Action humanitaire et ministre de la Protection des consommateurs en date du 5 décembre 2018 dans le gouvernement de coalition entre le Parti démocratique (DP), le Parti ouvrier socialiste luxembourgeois (LSAP) et Les Verts (Gréng).
À la suite de la démission du Vice-Premier ministre Dan Kersch, elle devient Vice-Première ministre le 5 janvier 2022.

## Décorations
- Officier de l'ordre la Légion d'honneur (Promotion 2022)[7]